# Aphthona jordanica
Aphthona jordanica es un coleóptero de la familia Chrysomelidae. Fue descrita científicamente por primera vez en 1962 por Mohr.